# Кировский район (Москва)
Кировский район — бывший район в Москве.

## Общая информация
Здания райисполком и РК КПСС находились по адресу: улица Милашенкова, дом 14. Район получил своё имя от С. М. Кирова. Территория находилась в пределах от площади Коммуны до МКАД на север.
Общая площадь 3930 гектар. Площадь лесмассива 1127 гектар, в основном это Главный ботанический сад АН СССР, воды 34 гектар. Количество людей на 1978 год насчитывало 412 тысяч.
Главные дороги: улицы Октябрьская, Яблочкова, Сущёвский вал, Полярная, Алтуфьевское шоссе.

## История
Кировский район сформирован в 1934 году[уточнить]. До 1960 года превалирующая часть района принадлежала к структуре Московской области. В 1977 году расширен.
История района тесно связана с историей революции. С 1905 года по 1907 год и в 1917 году рабочие принимали активное участие в Революции.
По своему расположению на территории района, парк в центре Отрадного (между улицами Санникова и Хачатуряна) с 1983 по 1991 годы официально назывался Кировским. В этом парке был установлен бюст С. М. Кирова, впоследствии демонтированный.

## Описание
В 1978 года площадь жилфонда 4502 тысяч метров квадратных, в местности располагалось 50 рабочих производств: заводы: «Борец», «Станколит», алюминиевых сплавов, шлифовальных станков, «Красный металлист», троллейбусно-ремонтный; 18 научно исследовательских института, проектных организаций и КБ: Институт инженеров железнодорожного транспорта, Институт туберкулёза, Институт физиологии растений, Институт химического машиностроения; 44 школы, 99 дошкольных образований, 35 поликлиник, 100 продуктовых и 68 промышленных магазинова, 12 универмагов, 242 точек общепита, культурно-просветительские организации: Музей-квартира Ф. М. Достоевского, 3 кинотеатра, 13 массовых библиотек, 7 ДК.
В 1991 году упразднён.

## Достопримечательности
В районе находились достопримечательности:
- Мариинская больница
- Александровский институт
- Церковь Покрова в Медведкове